# 科波拉克區 (卡伊尤馬省)
科波拉克區（西班牙語：Distrito de Coporaque），是秘魯的一個區，位於該國南部阿雷基帕大區的卡伊尤馬省，面積111.98平方公里，海拔高度3,575米，2005年人口973，人口密度每平方公里8.7人。